# Luthela schensiensis
Espèce
Synonymes
- Liphistius sinensis schensiensis Schenkel, 1953
- Heptathela xianensis Zhu & Wang, 1983
- Liphistius heyangensis Zhu & Wang, 1984

Luthela schensiensis est une espèce d'araignées mésothèles de la famille des Liphistiidae.

## Distribution
Cette espèce est endémique du Shaanxi en Chine,. Elle se rencontre dans les xians de Heyang, de Gaoling et de Jingyang.

## Description
La femelle holotype mesure 27,5 mm.
Les mâles mesurent de 14,95 à 18,55 mm et les femelles de 17,85 à 25,65 mm.

## Systématique et taxinomie
Cette espèce a été décrite sous le protonyme Liphistius sinensis schensiensis par Schenkel en 1953. Elle est élevée au rang d'espèce par Gertsch en 1967, considérée comme une sous-espèce de Heptathela sinensis par Haupt en 1983, élevée au rang d'espèce par Platnick et Sedgwick en 1984. Elle est placée dans le genre Abcathela par Ono en 2000, dans le genre Sinothela par Haupt en 2003 puis dans le genre Luthela par Xu, Yu, Liu et Li en 2022.
Heptathela xianensis a été placée en synonymie par Song et Haupt en 1984.
Liphistius heyangensis a été placée en synonymie par Xu, Yu, Liu et Li en 2022.

## Étymologie
Son nom d'espèce, composé de schensi et du suffixe latin -ensis, « qui vit dans, qui habite », lui a été donné en référence au lieu de sa découverte, Schensi ancienne transcription de Shaanxi.

## Publication originale
- Schenkel, 1953 : « Chinesische Arachnoidea aus dem Museum Hoangho-Peiho in Tientsin. » Boletim do Museu Nacional de Rio de Janeiro, Nova Série, Zoologia, vol. 119, p. 1-108.